# Catacauma costaricense
Catacauma costaricense är en svampart som beskrevs av F. Stevens 1927. Catacauma costaricense ingår i släktet Catacauma och familjen Phyllachoraceae.   Inga underarter finns listade i Catalogue of Life.